# Middlesex (romanzo)
(Callie, Middlesex)
Middlesex è un romanzo dello scrittore statunitense Jeffrey Eugenides. Pubblicato nel 2002, il romanzo ha vinto il Premio Pulitzer per la narrativa nel 2003.

## Trama
Il romanzo inizia a Bitinio, un piccolo villaggio greco situato in Turchia, dove i fratelli Eleutherios, soprannominato "Lefty" e Desdemona Stephanides s'innamorano. I due scelgono di emigrare negli Stati Uniti d'America a causa della guerra del 1922 fra Greci e Turchi. Lasciandosi alle spalle il loro villaggio di origine, i due fratelli si sposano sulla nave che li porterà negli Stati Uniti d'America, senza che le convenzioni sociali impongano loro alcun problema. Giunti negli Stati Uniti, vanno a vivere con la cugina Sourmelina e suo marito Jimmy Zizmo, un greco del Mar Nero, a Detroit.
I due sposi/fratelli hanno un figlio, Milton, il quale sposerà la figlia di Sourmelina e Jimmy, Tessie. I due, che sono comunque imparentati fra loro, avranno due figli. "Chapter Eleven", un ragazzo, e Calliope (detta Callie e successivamente Cal), uno pseudoermafrodito che crescerà come una ragazza.
A quattordici anni Callie si innamora della sua migliore amica e ha le sue prime esperienze sessuali con entrambi i sessi. Dopo un incidente, si scopre che Callie è uno pseudoermafrodito e viene accompagnata a New York nella Clinica del Dr. Peter Luce, dove viene sottoposta ad una serie di esami. Sarà proprio il Dr. Luce ad individuare la condizione di Calliope, dovuta alla mutazione del gene che codifica per la 5α-reduttasi, l'enzima che converte il Testosterone nella sua forma attiva, il DHT (Diidrotestosterone). La mutazione recessiva si manifesta quando tutti e due gli alleli presenti nel genoma sono mutati, e questo avviene maggiormente quando ci sono unioni tra consanguinei (com'è nel caso di Calliope) o appartenenti a piccole comunità. In seguito all'esame del caso di Calliope, il Dr. Peter Luce suggerisce ai genitori di procedere con un intervento per la riassegnazione del sesso, mantenendo quindi l'aspetto femminile con cui Calliope è stata allevata. Ma Calliope decide di seguire la propria natura genetica di maschio, assume l'identità maschile di Cal e fugge da New York. Cal attraversa il paese in autostop fino a San Francisco, dove dopo qualche traumatica esperienza, diventa l'attrazione di uno spettacolo di burlesque dove si esibisce come Ermafrodito.
Nel frattempo Milton a Detroit riceve continue telefonate di un uomo che dice di sapere dove si trovi Callie e che lo rivelerà solo se riceverà 250.000 dollari. Milton, per accertarsi che ciò sia vero, chiede all'uomo di dove siano originari i nonni di Callie. L'uomo risponde che provengono da Bitinio, vicino a Smirne, che è la risposta esatta. Milton si reca così all'appuntamento con l'uomo misterioso e scopre che si tratta di suo cognato, Padre Mike. L'uomo lo porta fino ai confini col Canada e durante un inseguimento automobilistico Milton precipita in un fiume e perde la vita. La polizia arresterà Padre Mike (che è anche il marito di Zoe, la sorella di Milton) e porterà il corpo di Milton indietro. Nel frattempo, il locale dove Cal lavora viene perquisito dalla polizia, ed essendo Cal minorenne viene rispedito a casa, sotto la custodia di Chapter Eleven, in tempo per i funerali. Alla fine Desdemona confessa alla nipote che lei e Lefty erano fratelli. Cal promette di mantenere il segreto finché vivrà. Zoe divorzia dal marito padre Mike (che in realtà ha sempre amato Tessie e per questo odia il cognato) e va a vivere in Florida con Tessie. Chapter Eleven disperderà il patrimonio familiare e Cal inizierà la sua vita come uomo trovando la propria dimensione e collocazione nel mondo, senza però perdere del tutto le tracce della sua precedente vita come ragazza.

## Edizioni
- Jeffrey Eugenides, Middlesex, traduzione di Katia Bagnoli, collana Scrittori Italiani e Stranieri, Mondadori, 2003,  p. 608, ISBN 88-04-51179-6.